# 山月記
『山月記』（さんげつき）は、中島敦の短編小説。1942年（昭和17年）に発表された中島のデビュー作である。唐代、詩人となる望みに敗れて虎になってしまった男・李徴が、自分の数奇な運命を友人の袁傪に語るという変身譚であり、清朝の説話集『唐人説薈』中の｢人虎伝｣（李景亮の作とされる）が素材になっている。『山月記』の題名は、虎に変わった李徴が吟じる詩の一節「此夕渓山対明月」から取られている。
初出時は、他1篇「文字禍」と共に「古譚」の題名で総括され『文學界』1942年2月号に掲載された。文部科学省検定済教科書『国語』の題材にしばしば採用され、中島の作品中でも知名度が高い。野村萬斎によって舞台化（2015年）された。

## あらすじ
唐の時代、隴西の李徴は若くして科挙試験に合格する秀才であったが、非常な自信家で、俗悪な大官の前で膝を屈する一介の官吏の身分に満足できず詩人として名声を得ようとした。しかし官職を退いたために経済的に困窮し挫折する。妻子を養う金のため再び東へ赴いた李徴は、地方の下級官吏の職に就くが、自尊心の高さゆえ屈辱的な思いをしたすえ、河南地方へ出張した際に発狂し、そのまま山へ消えて行方知れずとなる。
翌年、李徴の旧友で監察御史となっていた袁傪（えんさん）は、旅の途上で人食い虎に襲われかける。虎は袁傪を見るとはっとして茂みに隠れ、人の声で「あぶないところだった」と何度も呟く。その声は李徴だった。気づいた袁傪が茂みの方に声をかけると、しばらく経ったのち低い声で自分は李徴だと答える。そして人食い虎の姿の李徴は、茂みに身を隠したまま、虎になるまでの経緯を語り始める。李徴は虎になった理由をわからないとしつつ、自分の人間の心が消える苦しみを告白する。
李徴は袁傪に自分の詩を記録してくれるよう依頼し、袁傪はそれに応じ、一行の者らに書きとらせる。袁傪はこの詩を聞いて、「作者の素質は第一流に属するものであるが、第一流の作品となるのには非常に微妙な点において欠けるところがある」と言葉にしないがこう評価した。即席で詩作したのち、李徴は自分が虎になった理由に思い当たる点があると、それは自身の臆病な自尊心、尊大な羞恥心、またそれゆえに切磋琢磨をしなかった怠惰のせいであると告白する。そのあと、もうひとつの頼みとして李徴は妻子に「己はすでに死んだ」と伝えること、生活に困ることのないよう配慮して欲しいと依頼する。
李徴は虎になった理由にとうとう辿り着き、自己中心的だった己の性情を反省する。そして最後に袁傪に「帰途にはこの途を通らないでほしい」と依頼する。叢から悲泣の声が漏れる中、袁傪も涙のうちに叢を後にする。袁傪一行が離れた丘から振り返ると、叢から一匹の虎が現れ、月に咆哮した後に姿を消す。「虎は、既に白く光を失つた月を仰いで、二声三声咆哮したかと思うと、又、元の叢に躍り入つて、再びその姿を見なかつた」

## 発表の経緯
山月記の著者、中島敦は1933年（昭和8年）から1941年（昭和16年）までの8年間、横浜高等女学校で国語、英語の教諭を勤めていた。中島は学校教諭をしながらも自身の夢である文筆業への思いも断ちがたく、仕事の傍ら、作品執筆を続けていた。そのような中で1936年（昭和11年）には小笠原諸島への旅行に出かけ、かねてから抱いていた南洋の島々への思いを更に募らせることになる。結局持病の喘息の悪化もあって、転地療養を兼ねて南洋庁の官吏の仕事を得たことにより1941年6月、パラオに赴任する。
中島はパラオに赴任するに当たり、これまで自らが書き溜めてきた原稿のことが気にかかっていた。そこでしばしば原稿に目を通してもらっていた深田久弥に原稿を預けることにした。深田に預けた原稿が「狐憑」「木乃伊」「山月記」「文字禍」の4編から構成される「古譚」である。
パラオに赴任する中島は、深田が預けた原稿を発表してくれるものと期待していた。しかし作品掲載の報はパラオの中島のもとにはなかなか届かない。深田は当初、中島から預けられた原稿のことを忘れてしまっていて、読みもしなかった。中島がパラオに赴任して半年くらい経った頃、ふと中島の原稿のことを思い出して読んでみた深田は、その内容の高さに感嘆し、さっそく深田は『文學界』に採用を推薦した。戦時中の用紙不足もあって「古譚」4編全ての掲載は叶わなかったが、深田と『文學界』の編集長であった河上徹太郎の判断により、「山月記」「文字禍」の2編が1942年（昭和17年）2月に掲載された。
中島は1942年（昭和17年）3月にパラオから日本に戻るが、帰国後初めて「山月記」「文字禍」の2編が『文學界』に発表されていたことを知った。

## 研究・解釈
下敷きとなっている「人虎伝」と比較すると、李徴が虎へ変身した理由に中島の創作が大きく入っている。「人虎伝」では、李徴は寡婦との逢瀬をある一家に妨げられ、その妨げてきた一家を焼き殺した因果応報で変身したとされているのに対し、中島は変身の理由を純粋な内因性に求め、芸術家の実存の内面（芸術家の運命の悲哀や狂気）を告白的に描いている。
瀬沼茂樹は、「人虎伝」から中島独自の作品になった過程には、中島の変身譚に対する嗜好があるとし、中島が愛読していたカフカの『窖』や、ガーネットの『狐になった夫人』の影響が垣間見られるとしている。
また、李徴が語る虎へ変身した理由の告白が自己劇化された語りであるとする蓼沼正美の解釈もある、山下真史も、虎に変身した理由を語る李徴の挫折の嘆きに自己劇化が見られるとして、そうしたナルシシズムを含めリアルな人間像が描かれていると評価している。

## おもな収録書籍
- 第一創作集『光と風と夢』（筑摩書房、1942年7月、NDLJP:1134654）
  - 収録作品: 古譚:「狐憑」「木乃伊」「山月記」「文字禍」「斗南先生」「虎狩」「光と風と夢」
- 『山月記・李陵 他九篇』（岩波文庫、1994年7月）
  - 解説: 氷上英廣
  - 収録作品:「李陵」「弟子」「名人伝」「山月記」「文字禍」「悟浄出世」「悟浄歎異」「環礁―ミクロネシヤ巡島記抄―」「牛人」「狼疾記」「斗南先生」
- 『李陵・山月記』（新潮文庫、2003年12月15日）
  - 解説: 瀬沼茂樹。注解: 三好行雄
  - 収録作品:「山月記」「名人伝」「弟子」「李陵」

## 他媒体での紹介・展開

### 舞台作品
- 冥の会『山月記』[8][9]
- 『敦 山月記・名人伝』
  - 構成・出演: 野村萬斎
  - WOWOW、2006年、ASIN B000GFM80O。 - DVD
- 朗読タイムレスストーリーシリーズ4『山月記』[10]

## 朗読CD
- 「山月記」新潮社（新潮CD、1997年10月発売）ISBN 978-4-10-831003-2 - 読み手: 江守徹
- 「山月記」うずらっぱ（2006年7月発売）- 読み手: 三木眞一郎、小西克幸
- 「山月記」ことのは出版（2008年6月発売）- 読み手: 網野隆
- 「山月記」星海社新書（2011年8月発売）ISBN 978-4-06-138808-6 - 読み手: 坂本真綾
- 「山月記」海王社文庫（2014年7月発売）ISBN 978-4-7964-0576-8 - 読み手: 小野大輔

## 影響を受けた作品
- タイガーランペイジ（sasakure.UKの楽曲）